# Französisch-reformierte Gemeinde (Hannover)
Die Französisch-reformierte Gemeinde in Hannover war eine Ende des 17. Jahrhunderts gegründete Kirchengemeinde reformierter Christen, die als Hugenotten und Flüchtlinge („Réfugiés“) aus Frankreich geflohen waren und sich durch Privileg insbesondere in der vom welfisch-hannoverschen Hof gegründeten Calenberger Neustadt ansiedeln durften.

## Geschichte
Als sich nach der Aufhebung des Edikts von Nantes am 18. September 1685 immer mehr Hugenotten aus dem Frankreich des Sonnenkönigs Ludwig XIV. in die Staaten des Heiligen Römischen Reichs Deutscher Nation flüchteten, war das Herzogtum Braunschweig-Lüneburg ein Land ihrer Wahl, insbesondere nachdem der Herzog und spätere Landesherr des Kurfürstentums Hannover, Ernst August, ihnen die kirchlich-religiösen und beruflichen Privilegien zusicherte bei Ansiedelung in der Calenberger Neustadt, die sich nach dem Dreißigjährigen Krieg zur eigentlichen Residenzstadt Hannovers entwickelte.
Ab 1692 und für mehr als ein halbes Jahrhundert war auch ein französischer Geistlicher vorhanden in der Person des Claude Guillaumot de la Bergerie, Hofprediger der ebenfalls reformierten Herzogin und späteren Kurfürstin Sophie.
Am 17. Januar 1697 gründete sich schließlich die Französisch-reformierte Gemeinde Hannovers durch die Wahl eines Presbyteriums. Doch der wachsende Zuzug der Hugenotten zu der anfangs noch kleinen Hofgemeinde um Sophie sprengte jedoch bald die räumlichen Möglichkeiten beispielsweise der Schlosskirche im Leineschloss, so dass bald nach eigenen Immobilien gesucht werden musste.
Nachdem die Gemeinde drei Häuser in der Calenberger Neustadt erworben hatte an der damaligen Straße Auf dem kleinen Brand Ecke Wagenerstraße, wurden diese zu einem Pfarrhaus und einen Kirchenraum umgebaut und konnten schon am 13. November 1699 eingeweiht werden. Dort erlebte die französisch-reformierte Gemeinde, die „Réfugiés“, die nicht in einer Kolonie organisiert waren, sondern in ihrer Identität und Kontinuität gemäß ihrem mitgebrachten Bekenntnis, ihrer Glaubenspraxis und ihrer Kirchenordnung ein existenzielles Bindeglied gewährleisten wollten, insbesondere unter dem Hofprediger de La Bergerie eine Blütezeit.
Der Integration der aus Frankreich Geflohenen in die hannoversche und insgesamt deutsche Gesellschaft hatte langfristig jedoch auch einen Niedergang der anfangs nur Französisch-reformierten Gemeinde zur Folge, ja sogar deren Assimilation in Staat und Gesellschaft: Gut ein Jahrhundert nach ihrer Gründung beschlossen die verbliebenen Gemeindemitglieder im Jahr 1816 die Vereinigung mit der nur wenig jüngeren Deutsch-reformierten Gemeinde. Kirche und Pfarrhaus wurden verkauft und abgerissen.

## Bekannte Hugenotten in Hannover
- Der kurfürstlich-hannoversche und später geadelte Mäzen und maßgebliche Mitbegründer Französisch-reformierten Gemeinde, Isaac Anton de Sansdouville Dupuis Baron de Sacetôt (1662–1700)[4]
- Der kurfürstliche Hof-Chirurg Jean von L’Estocq (1647–1732) gilt als Stammvater des deutschen Adelsgeschlechts von L’Estocq. Sein Grabmal findet sich auf dem Neustädter Friedhof.[5]
- Der Porträtist, Freimaurer, Miniatur- und Hofmaler Ludolph Ernst Andreas Lafontaine (1704–1774)[6]